# نانی فرناندز
نانی فرناندز (اسپانیایی: Nani Fernández‎; ۲۲ فوریهٔ ۱۹۲۳ – ۹ نوامبر ۱۹۶۰) بازیگر اهل اسپانیا بود.
از فیلم‌ها یا برنامه‌های تلویزیونی که وی در آنها نقش داشته‌است می‌توان به دن کیشوت اشاره کرد.